# Ithaca (Nebraska)
Ithaca és una població dels Estats Units a l'estat de Nebraska. Segons el cens del 2000 tenia 168 habitants.

## Demografia
Segons el cens del 2000, Ithaca tenia 168 habitants, 57 habitatges, i 42 famílies. La densitat de població era de 282 habitants per km².
Dels 57 habitatges en un 38,6% hi vivien nens de menys de 18 anys, en un 66,7% hi vivien parelles casades, en un 0% dones solteres, i en un 26,3% no eren unitats familiars. En el 21,1% dels habitatges hi vivien persones soles el 8,8% de les quals corresponia a persones de 65 anys o més que vivien soles. El nombre mitjà de persones vivint en cada habitatge era de 2,95 i el nombre mitjà de persones que vivien en cada família era de 3,5.
Per edats la població es repartia de la següent manera: un 33,3% tenia menys de 18 anys, un 8,3% entre 18 i 24, un 28% entre 25 i 44, un 17,3% de 45 a 60 i un 13,1% 65 anys o més.
L'edat mediana era de 35 anys. Per cada 100 dones de 18 o més anys hi havia 111,3 homes.
La renda mediana per habitatge era de 36.875 $ i la renda mediana per família de 31.667 $. Els homes tenien una renda mediana de 35.313 $ mentre que les dones 24.167 $. La renda per capita de la població era de 15.321 $. Aproximadament el 2,8% de les famílies i el 2,8% de la població estaven per davall del llindar de pobresa.

## Poblacions més properes
El següent diagrama mostra les poblacions més properes.